# Azure Linux
Azure Linux, abans conegut com a CBL-Mariner (en el qual CBL significa Common Base Linux), és una distribució Linux gratuïta i de codi obert que ha desenvolupat Microsoft. És el sistema operatiu bàsic del contenidor per als serveis de Microsoft Azure i el component gràfic de WSL 2.

## Visió general
El Linux Systems Group de Microsoft està desenvolupant Azure Linux per als seus serveis de xarxa de punta i com a part de la seva infraestructura de núvol. L'empresa l'utilitza com a Linux base per a contenidors a la implementació Azure Stack HCI d'Azure Kubernetes Service. Microsoft també utilitza Azure Linux a Azure IoT Edge per executar càrregues de treball de Linux a Windows IoT i com a distribució de fons per allotjar el compositor Weston per a WSLg.
En un enfocament similar a Fedora CoreOS, Azure Linux només té els paquets bàsics necessaris per donar suport i executar contenidors. Les eines habituals de Linux s'utilitzen per afegir paquets i gestionar les actualitzacions de seguretat. Les actualitzacions s'ofereixen com a paquets RPM o com a imatges de disc completes que es poden desplegar segons sigui necessari. L'ús de RPM permet afegir paquets personalitzats a una imatge base d'Azure Linux per admetre funcions i serveis addicionals segons sigui necessari. Les característiques notables inclouen un tallafoc basat en iptables, suport per a actualitzacions signades i un nucli endurit.
Microsoft va llançar el sistema operatiu el 2020. El seu codi font està disponible a GitHub, principalment sota la llicència MIT, amb alguns components de Photon License, Apache License v2, GPLv2 i LGPLv2.1. La creació d'Azure Linux requereix el llenguatge de programació Go, les utilitats QEMU i RPM.
A partir de la versió 2.0.20240301, l'Azure Linux es va reanomenar de CBL-Mariner.